# Volo Braniff 542
Il volo Braniff International Airways 542, un Lockheed L-188 Electra con codice di registrazione N9705C, era un volo regionale diretto da Houston, Texas, a New York con scali programmati a Dallas e Washington D.C. Il 29 settembre 1959, 23 minuti dopo l'inizio dei 41 minuti che separano Houston da Dallas Love Field, l'aereo si disintegrò a mezz'aria a circa 3,8 miglia (6,1 km) a sud-est di Buffalo, uccidendo tutti a bordo.
Identificare la causa del disastro si rivelò difficile, poiché l'incidente era avvenuto prima dell'era dei registratori di dati di volo. Il Civil Aeronautics Board (CAB) indagò sull'incidente e, dopo aver intervistato numerosi testimoni oculari ed esaminato il campo dei detriti, fu in grado di concludere che il guasto che segnò il destino dell'aereo era iniziato nell'ala sinistra. Tuttavia, anche se è stato stabilito che l'ala fu distrutta dai "cicli di flessione inversa", o "sbattimento", l'indagine non riuscì a determinare cosa avesse causato lo sbattimento, e l'indagine si arenò.
Nei sei mesi successivi all'incidente non si riuscì a ottenere ulteriori progressi per l'identificazione della causa dello sbattimento e il caso rimase irrisolto. La svolta decisiva arrivò dopo lo schianto del volo Northwest Airlines 710 il 17 marzo 1960. Questo aereo, un altro Electra, si era disintegrato a mezz'aria dopo aver perso le ali in maniera simile all'aereo della Braniff. L'indagine sull'incidente della Northwest mise in luce un nuovo fenomeno di accoppiamento armonico all'interno delle ali degli aerei, identificato dal CAB come la causa di entrambe le rotture in volo. Il rapporto finale dell'incidente per il volo 542 è stato emesso il 28 aprile 1961.

## L'aereo e l'equipaggio
Il volo 542 era un Lockheed L-188 Electra equipaggiato con quattro motori Allison 501-D13. L'aereo aveva appena undici giorni, essendo uscito dalla linea di produzione della Lockheed in California il 18 settembre 1959, e aveva solo 132 ore di volo. Tutti e sei i membri dell'equipaggio - due piloti, un ingegnere di volo e tre assistenti di volo - avevano poca esperienza con l'Electra, avendo solo di recente completato il loro addestramento di transizione.

## L'incidente
Il volo 542 doveva originariamente partire da Houston per Dallas alle 22:15 CST, ma partì alle 22:37, con 22 minuti di ritardo. Il ritardo era dovuto a una piccola discrepanza meccanica con il generatore numero tre. L'aereo ricevette l'autorizzazione al decollo alle 22:40 e l'equipaggio riferì di essere in volo alle 22:44.
Dopo il decollo il controllo delle partenze di Houston passò l'aeromobile al centro di controllo di San Antonio. I piloti del volo 542 informarono il controllore locale di trovarsi sopra l'intersezione della Gulf Coast a 9 000 piedi (2 700 m) alle 22:52. L'Electra raggiunse l'altitudine assegnata di 15 000 piedi (4 600 m) alle 22:58. L'equipaggio riferì successivamente a San Antonio di aver superato il VOR Leona alle 23:05 per poi contattare un rappresentante della Braniff dicendogli che era necessaria la manutenzione del generatore numero tre, che ritenevano non fosse sufficientemente isolato a Houston. L'ultima comunicazione con l'aereo avvenne alle 23:07.
Alle 23:09, mentre l'aereo era in rotta verso l'incrocio di Trinidad, l'ala sinistra e il motore numero uno (fuoribordo sinistro) si staccarono dall'aereo. Alcuni pezzi dell'ala, sospinti all'indietro dal vento, colpirono e staccarono lo stabilizzatore orizzontale. Si staccarono anche il fasciame dell'ala destra e il motore numero quattro (fuoribordo destro). Infine si spezzò l'ala destra, causando danni strutturali alla fusoliera e provocando la rottura del velivolo.
La fusoliera continuò a spaccarsi mentre cadeva dal cielo. Coloro che non erano morti durante la rottura iniziale dell'aereo vennero scaraventati fuori dalla fusoliera o intrappolati al suo interno mentre cadeva. Lo schianto non lasciò sopravvissuti. I detriti dell'Electra si sparsero per 13 900 piedi (4 200 m) con molte delle sezioni più grandi che caddero in un campo di patate a sud-est di Buffalo, in Texas.
Uno dei passeggeri era George Uffner, una figura di spicco della criminalità organizzata di New York ed ex socio di Arnold Rothstein, Charles Luciano e Frank Costello. Nel relitto furono ritrovati dei diamanti fusi per un valore di 200 000 $ e un'altra valigia di diamanti non danneggiati. Si ipotizzò che i diamanti appartenessero a Uffner.

## Le indagini

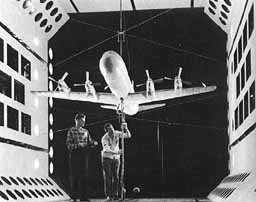
I dipendenti della NASA testano un modello in scala dell'Electra nei primi anni 1960

Sul posto giunsero gli inquirenti del CAB la mattina successiva all'incidente. L'ala sinistra venne trovata a un miglio di distanza dal campo di patate in cui giacevano la maggior parte degli altri pezzi, mentre i frammenti dell'ala destra erano sparsi in un campo di detriti diffuso per tutta la campagna.
L'indagine stabilì che la frammentazione dell'aereo era iniziata nell'ala sinistra ed era progredita in una sequenza catastrofica che alla fine distrusse l'Electra. Tuttavia non si riuscì a determinare la ragione della disintegrazione dell'ala sinistra. I test rivelarono che lo "sbattimento" aveva distrutto l'ala, tuttavia le ali dell'Electra presumibilmente non dovevano essere soggette a questo fenomeno. Ulteriori test che tentavano di ricreare l'incidente indebolendo l'ala ed esponendola a carichi maggiori di quelli che si sarebbero potuti verificare durante il volo effettivo non causarono mai una rottura simile a quella verificatasi sul volo 542. Nemmeno l'aiuto dato dalle squadre di esperti della Boeing, della Convair, della National Aeronautics and Space Administration (NASA) e della Federal Aviation Administration (FAA) determinò come l'ala prodotta dalla Lockheed, che non doveva essere soggetta a sbattimento, si fosse semplicemente strappata via durante il volo, costringendo gli investigatori a bloccare l'indagine, non avendo raggiunto ulteriori progressi per quasi sei mesi.
La caduta del volo Northwest Orient Airlines 710 rinnovò anche l'interesse per trovare la causa dell'incidente della Braniff, essendo l'aereo della Northwest un altro Electra dello stesso tipo del volo 542 disintegratosi in volo e schiantatosi vicino a Tell City, nell'Indiana, il 17 marzo 1960. Dopo questo secondo incidente l'investigatore capo della sicurezza del CAB Phillip Goldstein dichiarò: "La struttura è stata soggetta a forze maggiori di quelle per le quali era stata progettata. Abbiamo prove certe del cedimento di un'ala. Non so perché si sia verificato questo cedimento."
Le indagini iniziali sul secondo incidente si rivelarono infruttuose, ma dopo laboriosi test gli investigatori furono in grado di trovare difetti nell'aereo che includevano un'ala eccessivamente rigida e gondole motore che rispondevano in modo diverso da quanto previsto nelle istruzioni di progettazione. Ulteriori sperimentazioni determinarono che lo sbattimento in una gondola può essere trasmesso anche a un'ala che non ne è soggetta. Scoprirono anche che man mano cresceva l'ampiezza dello sbattimento, la frequenza con cui vibrava diminuiva. Nel caso dei due Electra precipitati la frequenza dello sbattimento si era abbassata da cinque cicli al secondo a tre, la stessa frequenza naturale dell'ala, creando un accoppiamento armonico. Questo fenomeno avrebbe continuato a causare vibrazioni alari sempre più grandi fino a quando una parte della struttura non avesse ceduto. A contribuire alla distruzione dei due velivoli fu la rigidità delle ali e la forte turbolenza in aria libera. L'analisi finale del CAB, nella sua relazione ufficiale sull'incidente, dichiarava:
In questa indagine non c'era alcuna indicazione positiva della causa. Per questo motivo, in questa relazione si è cercato di eliminare alcune possibilità applicando a ciascuna di esse le prove disponibili. Una volta eliminate queste possibilità, l'unico fattore causale rimasto per il quale vi è qualche base nota è la condizione della modalità vortice. La probabilità che questo incidente sia stato causato così è supportata da quanto segue.
1. Per quanto è noto, l'aereo era in volo rettilineo e livellato e a una normale velocità di crociera senza gravi problemi meccanici.
2. Un suono identificato come un'elica supersonica o ad alta velocità si è verificato 30 secondi prima dell'accensione del carburante (guasto all'ala).
3. C'erano prove di danni strutturali compatibili con il movimento oscillatorio del QEC n. 1 e dell'ala sinistra.
4. Le pale del compressore del primo stadio del motore n. 1 hanno sfregato i supporti dell'alloggiamento della presa d'aria.
5. La probabile causa di un simile incidente in un altro Electra era dovuta alla modalità vortice. Se il danno precedente è un requisito per la necessaria riduzione della rigidità, si deve presumere che la prova di tale danno sia stata cancellata nell'urto o non sia mai esistita in una forma riconoscibile.

Causa probabile:
Il Consiglio determina che la probabile causa di questo incidente è stato il cedimento strutturale dell'ala sinistra risultante dalle forze generate dalla modalità vortice dell'elica non smorzata.»
I rapporti finali sui due incidenti furono rilasciati a quattro giorni di distanza, rispettivamente il 24 aprile e il 28 aprile 1961, con il rapporto sull'incidente di Braniff che fu l'ultimo dei due. I due rapporti erano simili e accusavano le stesse forze di aver distrutto entrambi gli aerei.